# Bojongsalam (Rongga)
Bojongsalam is een bestuurslaag in het regentschap Bandung Barat van de provincie West-Java, Indonesië. Bojongsalam telt 4871 inwoners (volkstelling 2010).